# 鹿钟麟旧宅 (陕西路)
鹿钟麟旧宅为中华民国国民革命军高级将领，中华人民共和国国防委员会委员鹿钟麟在天津日租界的故居，位于原天津日租界须磨街（今和平区陕西路53号），该建筑目前是一般保护等级历史风貌建筑。

## 建筑
鹿钟麟旧宅为砖混结构三层建筑，设有拱券式窗户，其中，建筑三层的中部设有封闭式凉亭。  

## 内部链接
- 鹿钟麟旧居 (大理道)